# Lee Sung-jong
Đây là một tên người Triều Tiên, họ là Lee.
Lee Sung-jong (tiếng Hàn: 이성종; tiếng Trung: 李成種; sinh ngày 3 tháng 9 năm 1993) thường được biết đến với nghệ danh là Sung-jong, là một nam ca sĩ Hàn Quốc. Sung-jong là ca sĩ của nhóm nhạc Hàn Quốc Infinite trực thuộc công ty Woollim Entertainment và cũng là giọng ca và nhảy chính của nhóm nhỏ Infinite F.

## Tiểu sử
Lee Sung-jong được sinh ra tại thành phố Gwangju, Hàn Quốc vào ngày 3 tháng 9 năm 1993. Anh tốt nghiệp trường Trung học nghệ sĩ Jeoju vào 7 tháng 2 năm 2012 và hiện anh đang theo học tại trường Đại học Kongju. Sung-jong có một người em trai nhỏ hơn anh ba tuổi tên Lee Seon-gyu.

## Sự nghiệp

### Infinite
Sung-jong lần đầu tiên được giới thiệu là ca sĩ của nhóm nhạc Infinite từ năm 2010, lần xuất hiện đầu tiên của Sung-jong là cùng các thành viên Infinite trong chương trình You Are My Oppa, nhóm chính thức ra mắt vào ngày 10 tháng 6 năm 2010.

### Infinite F
Infinite F chính thức ra mắt trong chuyến lưu diễn One Great Step Returns của Infinite, gồm 3 thành viên là Sung-yeol, L và Sung-jong. Ở đó, nhóm đã biểu diễn ca khúc "My Heart Is Beating". Ca khúc đầu tiên "I'm Going Crazy" trong album thứ hai của Infinite Season 2. Ngày 19 tháng 11 năm 2014, họ đã chính thức ra mắt tại Nhật Bản với album "Koi No Sign" và ra mắt tại Hàn Quốc với đĩa đơn album Azure vào 02 tháng 12 năm 2014.

## Cuộc sống cá nhân

### Sức khỏe
Năm 2014, có thông báo rằng Sung-jong được chẩn đoán là mất cân bằng hông, vẹo cột sống và cổ thẳng. Anh đã nhận được toa điều trị cơ chế sinh học 3D để phục hồi chức năng vận động ở bệnh viện Gangnam Choice.

### Màu tóc
Sung-jong là người có màu mái tóc tự nhiên màu đen, nhưng anh đã nhuộm mái tóc của mình rất nhiều trong tất cả các thành viên. Ban đầu là mái tóc đen trong quá trình ra mắt của Infinite; sau đó, anh nhuộm tóc vàng trong tháng 1 năm 2011 cho phát hành video âm nhạc "Before The Dawn (BTD)". Rồi lại nhuộm tóc màu nâu nhạt cho việc phát hành album đầu tiên Over The Top. Tiếp đến là mái tóc màu đỏ đen nâu cho bài hát Giáng sinh "White Confession".Hiện nay anh đã nhuộm tóc mình thành màu vàng giống hồi "Before The Dawn".Sau khi kết thúc quảng bá The Eye,anh nhuộm tóc mình thành màu tím.

## Các phim đã đóng

### Phim ảnh
| Năm  | Tiêu đề                                                 | Vai trò  |
| ---- | ------------------------------------------------------- | -------- |
| 2012 | INFINITE Concert Second Invasion Evolution The Movie 3D | Tham gia |
| 2014 | Grow: Infinite's Real Youth Life                        | Tham gia |

### Phim truyền hình
| Năm  | Tiêu đề    | Kênh chiếu | Vai trò  |
| ---- | ---------- | ---------- | -------- |
| 2011 | Wara Store | Tooniverse | Tham gia |

### Hosting
| Năm       | Tiêu đề               | Kênh chiếu |
| --------- | --------------------- | ---------- |
| 2014-2015 | Super Idol Chart Show | Mnet       |